# یوزف گرافل
یوزف گرافل (آلمانی: Josef Grafl؛ ۱۸۷۲ – ۱۹۱۵) وزنه‌بردار اهل اتریش بود.
وی در مسابقات کشوری و بین‌المللی در مجموع برندهٔ ۶ مدال طلا، ۲ مدال نقره شده‌است.